# Parafia Najświętszego Serca Pana Jezusa w Konowałach
Parafia pw. Najświętszego Serca Pana Jezusa w Konowałach – rzymskokatolicka parafia należąca do dekanatu Białystok–Starosielce, archidiecezji białostockiej, metropolii białostockiej.

## Historia parafii
Parafia w Konowałach kontynuuje działalność parafii z Śliwna, utworzonej przez arcybiskupa wileńskiego Romualda Jałbrzykowskiego w 1935. W 1966 z powodu złego stanu technicznego zamknięty został kościół w Śliwnie, a nabożeństwa przeniesiono do Konował, gdzie urządzono tymczasową kaplicę przerabiając budynek remizy strażackiej. Nieużytkowany kościół w Śliwnie spłonął 23 lipca 1976.
Pierwsze prace przy budowie nowego kościoła rozpoczęły się w 1973. Po osiągnięciu stanu surowego 18 stycznia 1976 wileński administrator apostolski biskup Henryk Gulbinowicz dokonał poświęcenia kościoła. W latach 1985–1992 wykonano przebudowę kościoła według projektu Michała Bałasza. 29 września 1992 arcybiskup białostocki Edward Kisiel dokonał poświęcenia przebudowanej świątyni.

## Miejsca święte
Kościół parafialny
- Kościół pw. Najświętszego Serca Pana Jezusa w Konowałach

Kościoły filialne i kaplice
- Kaplica pw. Zmartwychwstania Pańskiego na cmentarzu w Izbiszczach - cmentarna kaplica wybudowana w 1985–1986

Cmentarze
- w Konowałach, przy kościele parafialnym, o powierzchni 2,5 ha, założony w 1976
- w Izbiszczach, o powierzchni 0,5 ha, założony dla parafii w Śliwnie w 1935

## Obszar parafii
W granicach parafii znajdują się miejscowości:

- Konowały,
- Izbiszcze,
- Kruszewo,
- Pańki,
- Rogowo,
- Śliwno